# جيمس جاي موريسون
جيمس جاي موريسون هو فلاح كندي، ولد في 1861، وتوفي في 1936.